# Фофанова, Кристина Сергеевна
Кристина Сергеевна Фофанова (21 мая 1998) — российская футболистка, полузащитница.

## Биография
С начала 2010-х годов выступала за младшие составы пермской «Звезды». В 2016 году была капитаном молодёжного состава «Звезды», команда в том сезоне заняла восьмое место в первом дивизионе.
В 2018 году перешла в ижевское «Торпедо», проводившее дебютный сезон в высшем дивизионе. Свой первый матч за команду сыграла 18 апреля 2018 года против «Кубаночки». В обоих сезонах была игроком стартового состава ижевского клуба, в 2018 году сыграла 13 из 14 матчей, а в 2019 году — 18 из 19 игр в высшей лиге.
Вызывалась на сборы молодёжной сборной России, однако в официальных матчах участия не принимала.